# 金源祐
金 源祐（キム・ウォヌ、김원우、1947年 - ）は韓国の小説家である。慶尚南道金海市進永出身。

## 略歴
1977年、『韓国文学』の中篇小説公募に「任地」が入選して作品活動を始めた。「任地」は、韓国社会の俗物的な暮らしとフェティシズム的な価値観を熾烈に批判したものである。彼の作品には、幼少年期から厳しく生きて来た体験が生々しく現れている。
韓国人の暮らしと意識構造が彼の人生に苦しい経験として残っていたのである。このように、作家自身の成長期の体験を文学的に拡大したことで、批判されながらも自己体験に対する愛情が滲んでいて頑固で正直であると言われている。初めての作品である『無機質の青年』(1981)や、『人生勉強』(1983)などに、このような傾向を確認することができる。
金源祐の長編小説『獣の時間』(1986)や『胸のない世の中』(1987)などは、物語の中に作家自身の素直な視線と深い批判意識が滲んでいるが、人生に対する真の理解と寛大な包容を伴っている。そのため、緻密な世態描写にもかかわらず、世態小説にとどまることなく作品をより知的なものに高めていると言える。

## 受賞歴
- 1977年、「任地」で韓国文学中篇小説公募に入選
- 1983年、第16回韓国創作文学賞
- 1991年、第22回東仁文学賞
- 1998年、東西文学賞
- 2002年、第10回 大山文学賞

## 主な作品
- 1981 年、『무기질 청년』(無機質青年)[2]
- 1983 年、『인생공부』(人生勉強)
- 1986 年、『장애물 경주』(障害競走)
- 1986 年、『짐승의 시간』(獣の時間)
- 1987 年、『가슴없는 세상』(胸のない世の中)
- 1987 年、『겨울 속의 너』(鏡の中のあなた)
- 1989 年、『세자매 이야기』(三姉妹の話)
- 1991 年、『아득한 나날』(遥かな日々)
- 1992 年、『벌거벗은 마음』(裸になった心)
- 1993 年、『우국의 바다』(憂国の海)
- 1996 年、『모노가미의 새 얼굴』(モノガミーの新しい顔)
- 1996 年、『방황하는 내국인』(彷徨う内国人)
- 1997 年、『산비탈에서 사랑을』(山の斜面で愛を)
- 1999 年、『미궁 뒤지기』(迷宮探し)
- 1999 年、『일인극 가족』(一人劇の家族)
- 2002 年、『객수산록』(客愁散録)
- 2005 年、『젊은 천사』(若い天使)
- 2008 年、『모서리에서의 인생독법』(角での人生読法)
- 2011 年、『돌풍 전후』(突風前後)
- 2013 年、『부부의 초상』(夫婦の肖像)